# عصر طلایی بازی‌های ویدئویی آرکید
عصر طلایی بازی‌های ویدیویی آرکید به دوره رشد سریع و نفوذ فرهنگی بازی‌های ویدیویی آرکید از اواخر دهه ۱۹۷۰ تا اوایل دهه ۱۹۸۰ گفته می‌شود. این دوره با انتشار بازی مهاجمان فضایی در سال ۱۹۷۸ آغاز شد که منجر به ساخت موجی از بازی‌های شوتم آپ مانند Galaxian و بازی‌های مبتنی بر گرافیک برداری مانند Asteroids در سال ۱۹۷۹ شد. همراه با توسعه فناوری، بازی‌های ویدیویی آرکید از سیاه و سفید به رنگی تبدیل شدند و عناوینی مانند Frogger و Centipede با حالت بصری رنگی منتشر شدند. در این دروان بود که دستگاه‌های آرکید به بخشی از فرهنگ عمومی تبدیل شده بودند.
در سال ۱۹۸۳ به دلیل کلون کردن عناوین محبوب که به حد اشباع رسیدند و ظهور کنسول‌های بازی ویدیویی خانگی، عصر طلایی بازی‌های ویدئویی آرکید رو به زوال رفت. همچنین در آن زمان با سقوط بازی‌های ویدئویی در سال ۱۹۸۳ و به دلایل دیگر، درآمد صنعت بازی‌های ویدیویی در آمریکای شمالی تا چند سال مختل شده بود. بعدها در اوایل دهه ۱۹۹۰ با معرفی ژانر بازی مبارزه‌ای بازی‌های آرکید احیا شد.